# 양허링
양허링(楊鶴齡(양학령), 1868년 7월 20일 ~ 1934년 8월 29일)은 마카오의 반청반제(反淸反帝) 흥중회 혁명운동가이다. 사대구(四大寇) 중 한 명이다.

## 생애
자(字)는 리샤(禮遐, 예하)이며 마카오에서 출생하였고 지난날 한때 청나라 광둥성 중산 추이헝 촌에서 잠시 유아기를 보낸 적이 있는 그는 쑨원(孫文) 前 중화민국 대통령의 동지(同志)이기도 하며 흥중회 혁명운동에 가담하였으며 신해혁명으로 청(淸) 제국이 멸망하고 중화민국이 성립되자 중화민국 국민정부(中華民國 國民政府)에서 중국국민당 고문을 지냈다.

## 인간 관계
그는 청년 시절부터 쑹자수(宋嘉樹), 여우례(尤列), 쑨원(孫文), 루하오둥(陸皓東), 관징량(關景良), 천사오보(陳少白)와 절친한 친구 관계였다.